# Dawid Janczyk
Dawid Janczyk (* 23. September 1987 in Nowy Sącz, Polen) ist ein polnischer ehemaliger Fußballspieler.

## Vereinskarriere
Janczyk erzielte in seiner ersten Saison (2005/06) in der Ekstraklasa in 18 Spielen fünf Tore und wurde auf Anhieb polnischer Meister mit Legia Warschau. Außerdem schoss er bei der U-19-Fußball-Europameisterschaft 2006 in Polen in einem Gruppenspiel gegen Belgien drei Tore. Er gilt in Polen als großes Stürmertalent und wird dort aufgrund seines Körperbaus als „polnischer Rooney“ bezeichnet. Bei der U-20-Fußball-Weltmeisterschaft 2007 in Kanada war er mit drei Toren in vier Spielen der erfolgreichste polnische Spieler.
Zur Saison 2007/08 wechselte Janczyk von Legia Warschau zu ZSKA Moskau, wo er einen Fünfjahresvertrag unterschrieb. Bei ZSKA war Janczyk dann lediglich Ersatzspieler. Zur Rückrunde 2008/09 wurde er an den belgischen Klub KSC Lokeren ausgeliehen um Spielpraxis zu sammeln. Ab Januar 2010 bis Februar 2011 spielte er für den belgischen Erstligisten Germinal Beerschot Antwerpen. Anfang 2011 wurde er an den polnischen Erstligisten Korona Kielce ausgeliehen. Allerdings schoss er in sieben Ligaspielen kein einziges Tor. Ende August 2011 wurde er für neun Monate an den ukrainischen Erstligisten PFK Oleksandrija ausgeliehen. Hier konnte er überhaupt nicht Fuß fassen und kam lediglich auf 3 Ligaspiele. Nach seiner Rückkehr zu ZSKA Moskau spielte er in den Planungen des Klubs überhaupt keine Rolle mehr. Es kursierten auch immer wieder Gerüchte über eine Alkoholsucht Janczyk´s. Probetrainings die er beim irischen Limerick FC und dem griechischen Klub Panionios Athen absolvierte, blieben ohne Erfolg. Seit Ende Januar 2014 trainiert Dawid Janczyk mit der Reservemannschaft seines früheren Arbeitgebers Legia Warschau. Es ist geplant ihn eventuell für die Reservemannschaft in der 3. Liga einzusetzen. Nachdem Dawid Janczyk das Angebot bekam, mit der Profimannschaft des Erstligisten Piast Gliwice mitzutrainieren, nahm er dieses auch wahr. Zur Saison 2014/2015 unterschrieb er einen 6-Monats-Vertrag mit dem Gleiwitzer Klub. In der polnischen Ekstraklasa kam er nur in 3 Spielen zum Einsatz und wurde hauptsächlich in der Reservemannschaft, welche in der 4. Liga spielt, eingesetzt. Im April 2015 wurde der Vertrag im beidseitigen Einverständnis aufgelöst. Ende Februar 2016 unterschrieb Dawid Janczyk einen Vertrag mit dem Zweitligisten und seinem ehemaligen Jugendverein Sandecja Nowy Sącz. Nachdem er 2017 vereinslos gewesen war, war er noch bis 2021 beim unterklassigen Vereinen in Polen und beim FC Blaubeuren aktiv.

## Nationalmannschaft
Obwohl Dawid Janczyk zuvor schon mehrfach für die polnische A-Nationalmannschaft nominiert wurde, debütierte er erst am 14. Dezember 2008 beim Freundschaftsspiel gegen Serbien (1:0).

## Erfolge
- Polnischer Meister (2006)
- Russischer Pokalsieger (2008)
- Russischer Vizemeister (2008)